# Sándor Urbanik
Sándor Urbanik (Hungría, 15 de diciembre de 1964) es un atleta húngaro retirado especializado en la prueba de 5 km marcha, en la que consiguió ser medallista de bronce europeo en pista cubierta en 1988.

## Carrera deportiva
En el Campeonato Europeo de Atletismo en Pista Cubierta de 1988 ganó la medalla de bronce en los 5 km marcha, con un tiempo de 18:45.91 segundos, tras los checoslovacos Jozef Pribilinec  y Roman Mrázek.